# Nusnäs
Nusnäs est une localité de Suède dans la commune de Mora située dans le comté de Dalécarlie.
Sa population était de 783 habitants en 2019.